# F.E.A.R.
F.E.A.R. (siglas en inglés de First Encounter Assault Recon; en castellano al inicio se ve como Fuerza de Élite, Asalto y Reconocimiento.) es un videojuego de disparos en primera persona y videojuego de terror que conjuga el clásico modo de juego de disparos en primera persona (de los videojuegos Doom, Half-Life, Counter-Strike) con una atmósfera de terror sobrenatural (como en Project Zero y Silent Hill). El clima es muy similar al que se manifiesta en las películas de terror asiáticas. Fue publicado el 18 de octubre de 2005 para Microsoft Windows, tras publicarse unos demos para uno y varios jugadores. Más adelante se publicaría para las videoconsolas Xbox 360 y PlayStation 3.
Fue anunciado en la Electronic Entertainment Expo como mejor videojuego de acción del año 2005. Una versión especial del juego llamada Director's Edition también fue publicada, enriquecida por la inclusión de un documental del tipo making of, un comentario del director, una pequeña precuela en imagen real y el exclusivo primer episodio promocional de la machinima P.A.N.I.C.S. El juego está a la venta para todas las plataformas. F.E.A.R posee dos expansiones conocidas: F.E.A.R. Extraction Point y F.E.A.R. Perseus Mandate (ambas desarrolladas por Timegate Studios), que han sido recopiladas en F.E.A.R. Files en exclusiva para Xbox 360. Existe una versión multijugador gratuita del videojuego, llamada F.E.A.R. Combat, que es independiente del videojuego original.

## Argumento
La historia inicia con una introducción, permitiendo al jugador situarse en los acontecimientos. Según el propio manual del juego, nuestro protagonista, conocido como "Point Man", se incorporó recientemente a F.E.A.R., un grupo secreto de operaciones especiales del gobierno de EE. UU. especializado en el tratamiento de amenazas paranormales. 
Cuando el juego comienza, el jugador es testigo de cómo un hombre llamado Paxton Fettel toma el mando de un batallón de supersoldados clónicos controlados telepáticamente, mediante los cuales asalta la sede de Armacham Technology Corporation (ATC) matando a todos sus ocupantes. Ya como Point Man, el jugador asistirá a un briefing del Comisiario Betters Rowdy en compañía del equipo F.E.A.R donde se les explica que el objetivo de la misión es eliminar a Fettel con la colaboración de los miembros de la Fuerza Delta. 
Fettel es localizado por medio de un dispositivo de localización por satélite e inmediatamente es perseguido por F.E.A.R. y la Fuerza Delta a través de diversos escenarios. Mientras que el villano evade la captura por las fuerzas especiales, el jugador es testigo de fenómenos paranormales, incluyendo frecuentes alucinaciones que giran en torno a una pequeña niña vestida de rojo llamada Alma. 
Diseminados a lo largo del juego, el protagonista encontrará varios dispositivos portátiles que pueden ser hackeados de forma remota por el Comisario Betters y que revelarán detalles sobre la historia mediante los correos y otros documentos encontrados en ellos. Mediante las lecturas de los dispositivos hackeados, el jugador descubre que bajo el nombre de Proyecto Origen (Project Origin) se crio en secreto a Fettel, quien resultó ser hijo de Alma, con el objetivo de convertirlo en un comandante militar con poderes telepáticos de gran alcance. Más adelante el jugador descubrirá también la existencia de otro hijo de Alma, que nació antes de Fettel y cuya identidad es desconocida. 
Todas las pistas conducen al grupo F.E.A.R. a creer que Fettel está bajo el control de Alma, quien permanecía encerrada en las instalaciones del Proyecto Origin cuando el ATC lo clausuró debido al peligro que suponía la propia Alma. Por ello se cree que Fettel está indagando en las mismas instalaciones del complejo ATC para liberar a su madre. 
Atravesando las instalaciones abandonadas, el jugador luchará contra los soldados clon y los guardias de ATC, quienes han recibido órdenes para encubrir todo el asunto. Durante los combates el jugador será testigo de cómo algunos de los miembros de su equipo son aniquilados por las fuerzas y enemigos sobrenaturales a los que se enfrentan en las misteriosas instalaciones. Cuando finalmente el protagonista llega a enfrentarse a Fettel, éste generará una alucinación donde el jugador descubre que Point Man es en realidad el primer hijo de Alma... tras la revelación tiene lugar el combate en el que Point Man consigue matar a Fettel.
Sin embargo la historia no termina aquí. A pesar de su peligrosidad, Alma es liberada de su cámara de confinamiento cuando Harlan Wade, investigador del ATC y líder de Project Origin, se siente culpable por el trato que la compañía ha procesado con la chica ya que además se descubre que Wade era en realidad el padre de Alma. 
Es entonces cuando el jugador se verá obligado a acabar con la amenaza que supone Alma y para ello se opta por sabotear la estructura del reactor nuclear que albergaba el complejo con el objetivo de que éste colapse. Enfrentándose a los fantasmas de Alma, el jugador consigue colapsar los sistemas y activar el proceso de destrucción con el tiempo justo para escapar apenas unos minutos antes de que se produzca la reacción nuclear, cuya explosión destruye por completo las instalaciones. 
Tras la detonación, el equipo aéreo llamado Halcón Negro consigue localizar y rescatar al Point Man de entre los escombros. Mientras sobrevuelan los restos de la catástrofe, el jugador y los supervivientes del equipo F.E.A.R. inspeccionan el escenario con la nube nuclear en forma de hongo aún presente. Es entonces cuando Alma hace una última aparición repentina tratando de trepar para acceder al helicóptero, al parecer la destrucción de las instalaciones del Proyecto Origin no detuvo su sed de venganza. 
Tras los créditos del juego, el jugador puede escuchar una llamada telefónica entre un misterioso senador y el presidente Aristide del ATC, quien ofrece una explicación más detallada: la mujer considera que el proyecto está bajo control y que el "primer prototipo" es un éxito.

## Desarrollo

### Concepto
Aunque se supo desde finales de 2003 que Monolith Productions estaba trabajando con Vivendi en un nuevo título, nada se reveló oficialmente hasta mayo de 2004, cuando una sola captura de pantalla del nuevo juego se publicó en el boletín semanal de Vivendi. Escrito encima de la imagen estaba: "Dicen que las balas saben a pollo", y debajo estaba: "Espero que tengas hambre". Vivendi prometió que se revelaría más en unos días, en el próximo E3. F.E.A.R. fue anunciado formalmente en el E3, con la revelación del título del juego, un tráiler, un breve esquema de la trama, el género (shooter en primera persona), la plataforma (PC), la fecha de lanzamiento (cuarto trimestre de 2005) y la calificación probable (M). Al día siguiente, se puso a disposición de los periodistas una demo no jugable.

El desarrollo había comenzado con el juego tentativamente titulado Signal. El escritor, director y diseñador principal Craig Hubbard declaró que el juego "evolucionó a partir de un concepto que comenzamos a desarrollar justo después de Shogo". Kevin Stephens, director de tecnología de Monolith y uno de los principales programadores del juego, explicó más tarde que el concepto era hacer que el jugador se sintiera como el héroe. de una película de acción. Fue esta ambición la que condujo al desarrollo del tiempo reflejo; Hubbard dijo que quería "hacer que el combate fuera tan intenso como el tiroteo en la casa de té al comienzo de John Woo's Hard Boiled", y derrotar a los "enemigos con estilo" fue crucial para esto. En una entrevista de 2008 con IGN promocionando F.E.A.R. 2: Project Origin, explicó:

  nos propusimos hacer una película de acción al estilo de John Woo realmente exagerada con el intenso combate. El combate es algo que tienen todos los tiradores, pero sentimos que nadie había captado esa sensación que se obtiene en una película de John Woo sobre la locura.

Otra influencia clave fue The Matrix (1999) de los Wachowski. En particular, la escena del lobby fue el punto de referencia inicial del equipo sobre cómo debería verse y sentirse el combate del juego. Con estas influencias en mente y con el deseo de crear una experiencia lo más inmersiva posible, el tiempo reflejo pasó a desempeñar un papel clave en la mecánica de combate del juego.
Para promover la sensación de inmersión, Monolith también empleó elementos estilísticos como un protagonista silencioso y sin nombre con un trasfondo desconocido, y que permite al jugador ver el cuerpo del protagonista cuando mira hacia abajo o hacia los lados. Hubbard afirma: "Fue una decisión consciente no darle una identidad al jugador. Queríamos que los jugadores pudieran convertirse en protagonistas sin ningún recordatorio de que se suponía que eran otra persona".

### Atmósfera
Además de su juego principal de disparos en primera persona, F.E.A.R. es también un horror psicológico, y fue influenciado específicamente por el horror japonés, con Stephens citando películas como Ringu (1998) de Hideo Nakata, The Eye (2002) de los hermanos Pang, Ju-On: The Grudge (2002) de Takashi Shimizu y Dark Water de Nakata (2002). Hubbard también cita Ringu y The Eye, así como Akira (1988) de Katsuhiro Otomo, Memento Mori (1999) de Kim Tae-yong y Min Kyu-dong, Kairo (2001) de Kiyoshi Kurosawa y la novela Ringu de Koji Suzuki de 1991 (sobre la cual se desarrolla la película de Nakata).
Hubbard ha dicho que su objetivo con los elementos de terror de F.E.A.R. era lograr "un tipo de pavor sutil y cerebral, enfatizando el suspenso y las sombras". Creyendo que asustar "siempre funciona mejor cuando no lo esperas", Monolith intentó mantener la "psicología del encuentro" en la mente del jugador en todo momento, para "meterse debajo de la piel [del jugador]". Por lo tanto, evitaron el enfoque "en tu cara de 'monstruos saltando de los armarios'". El diseñador principal de niveles, John Mulkey, afirma que "crear expectativas y luego jugar con esas expectativas es extremadamente importante". De manera similar, Hubbard explica que "el horror es extremadamente frágil [...] puedes matarlo explicando las cosas con demasiada claridad y puedes socavarlo con demasiada ambigüedad". Con esto en mente, intentó lograr un equilibrio con los elementos narrativos de F.E.A.R., dando a los jugadores "suficientes pistas para que [ellos] puedan formar [sus] propias teorías sobre lo que está pasando, pero idealmente [ellos] se quedarán con algunas incertidumbre". Hablando con Rock Paper Shotgun en 2013, reiteró este punto; "quieres ver algo lo suficiente como para poder evocarlo en tu mente e imaginarlo un poco, pero no lo suficiente como para que realmente puedas entenderlo".
La fuente principal del horror del juego es Alma Wade. En términos de influencias, a menudo se supone que se inspiró en Samara de The Ring (la nueva versión estadounidense de Ringu). Hubbard, sin embargo, explica que Alma "nació de una tradición de fantasmas femeninos espeluznantes y sin rostro" y no "como una respuesta a ningún personaje de película específico". Aunque reconoce que Alma "tiene cierta semejanza visual con los fantasmas de Dark Water o Séance", señala que "niñas espeluznantes lo han estado asustando [a él] desde El resplandor". Alma recibió su nombre de Alma Mobley de la novela Ghost Story (1979) de Peter Straub.
En relación con el villano del juego, Paxton Fettel, el productor Craig Hewitt ha explicado que inicialmente había dos villanos, pero finalmente se fusionaron. Originalmente, Fettel era un villano secundario, y el principal antagonista del juego (aparte de Alma) era Conrad Krige. El nombre de Krige fue un tributo a la actriz Alice Krige, quien había interpretado a Alma Mobley en la adaptación de John Irvin de la novela de Straub en 1981. Inicialmente, Fettel, Point Man y Krige eran todos prototipos, y Point Man y Fettel se consideraban fracasos. Krige, un soldado perfecto, usaría a Fettel como su interrogador, con Fettel capaz de consumir la carne de una persona para saber la verdad sobre cualquier tema dado. Hubbard explica que "terminamos consolidando [Fettel y Krige] solo porque no había suficiente espacio para contar historias".

### Motor del juego
MIEDO. fue el primer juego desarrollado con la iteración "Jupiter EX" de LithTech, el propio motor de juego de Monolith. Impulsado por un renderizador DirectX 9, "Jupiter EX" tiene importantes avances sobre su precursor directo, "Jupiter", y presenta tanto la física de Havok como el "Kit de vehículos" de Havok, que agrega soporte para el comportamiento común del vehículo (una función que no se usa en F.E.A.R., ya que no aparecen vehículos fuera de las secuencias del guion). Originalmente, el juego se abría en medio de una persecución de coches, en la que el equipo había trabajado durante dos meses. Sin embargo, no pudieron hacer que funcionara como querían, por lo que finalmente decidieron abandonarlo por completo.
Gráficamente, F.E.A.R. utiliza mapeo normal, mapeo de relieve y mapeo de paralaje para dar a las texturas una apariencia más realista; este último se usa ampliamente para dar la apariencia de profundidad a los sprites de agujeros de bala planos en las paredes. También utiliza iluminación volumétrica, mapas de luz y un modelo de iluminación por píxel, lo que permite efectos de iluminación complejos. El juego también incluye sombreadores de vértices, píxeles y de alto nivel. Las cinemáticas se crearon con Havok y Bink Video.

## Estética
Un elemento central de F.E.A.R. es la temática de horror, que está fuertemente inspirado por el horror japonés. El equipo de diseño trató de mantener "la psicología del encuentro con lo inexplicable" en la mente del jugador en todo momento, con el fin de "meterse debajo de la piel del personaje", en contraposición al enfoque de "los monstruos saltándote a la cara desde los armarios". El diseñador Craig Hubbard declaró en una entrevista que "el horror es extremadamente frágil... se puede matar al explicar las cosas con demasiada claridad y se puede debilitar con demasiada ambigüedad". Señaló que trató de lograr un equilibrio con los elementos narrativos de miedo, para dar a los jugadores "pistas suficientes para que [ellos] puedan formarse sus propias teorías sobre lo que está pasando, pero lo ideal es que se quede con cierto grado de incertidumbre". El diseñador John Mulkey declaró: "La creación de expectativas y luego de jugar con esa expectativa es muy importante, la previsibilidad arruinaría un estado de ánimo de miedo".
La principal fuente de horror del juego es Alma, una niña fantasmal. Craig Hubbard señaló que "un hombre con una máscara persiguiéndote con un cuchillo de carnicero puede ser atemorizante, pero en algún nivel estás pensando que probablemente podrías patearle el culo si te cayera encima... pero cuando una niña espeluznante elimina a todo un escuadrón de la Fuerza Delta, ¿cómo se supone que vas a lidiar con eso?". Mientras que Alma ha sido comparado con el personaje de Samara, de la película The Ring, Craig Hubbard declaró que "...nació de una tradición de fantasmas misteriosos, mujeres sin rostro..." y no "...como respuesta a cualquier personaje de alguna película específica". Hubbard reconoció que Alma "...es cierto que tiene cierta semejanza visual a los fantasmas de Dark Water o The Ring, pero espeluznantes niñas han causado locura desde El Resplandor". Desarrolladores como Dave Matthews y Hendrickson Nathan dicen que el nombre de 'Alma' viene del personaje de Alma Mobley en la historia de la novela de Peter Straub Espíritu del Mal.
El audio de FEAR fue diseñado en el estilo de las películas de terror japonesas, con los ingenieros de sonido usando equipos de bajo costo para crear efectos de sonido, utilizando métodos que incluyen el arrastre de metal a través de diferentes superficies y producciones discográficas de la bomba sounds. Monolith comentó: "Los diseñadores de sonido tenían que preocuparse por evitar la previsibilidad , ya que los espectadores son inteligentes ...y si logran reconocer su fórmula rápidamente entonces usted no será capaz de asustarles más". El silencio está presente con el fin de "permitir a los jugadores rellenar el espacio, lo que permite a su imaginación crear su propio horror personal".
Monolith Productions compuso la música de F.E.A.R. en reacción a las escenas, "en lugar de la típica fórmula de producir música para juegos". El equipo de diseño llama a la estructura de la música de FEAR "...más cerebral y la medida de cada evento individual", y continuó diciendo que "a veces la música se utiliza para aumentar la tensión para jugar con los jugadores, que se basará en un crescendo aterrador antes de cortar sin un evento correspondiente, sólo para que después el silencio sea roto por Alma, cuando menos lo esperen los jugadores".
El tema F.E.A.R. de terror fue elogiado por los críticos. Game Informer declaró que "...los frecuentes viajes espeluznantes de la cabeza que Monolith ha tan hábilmente entrelazados hacen una experiencia que exige ser escuchada." IGN opinó que "...el medio ambiente ha sido tan bien elaborado para mantenerlo tenso y vigilante... que el juego durante unas cuantas horas sin descanso puede ser un poco agotador". GameSpot reaccionaron de manera similar, llamando a los efectos de horror de F.E.A.R. "...muy eficaces", y conviniendo en que "...te puede dejar un poco emocionalmente agotado después de un tiempo".

## Recepción
F.E.A.R. recibió críticas positivas. Agregación de sitios web de reseñas GameRankings y Metacritic le dio la versión de PC 89,08% y el 88/100, la versión de Xbox 360 84,28% y el 85/100 y la versión para PlayStation 3 73,29% y el 72/100. The New York Times lo llamó "tan emocionante y con la participación como Half-Life". Una "Edición del director", versión en DVD del juego también fue lanzado. El DVD incluye un "making of», comentario del director, una precuela de corta acción en vivo y en exclusiva el episodio primero de los pánicos de promoción machinima. Un libro de historietas relacionadas con Caballo Oscuro fue empaquetado también con el DVD. Junto con la Edición del Director, F.E.A.R. Edición de Oro fue puesto en libertad. Gold Edition incluye la Edición del Director y de Extraction Point. F.E.A.R. Platinum Edition incluye el juego original y dos packs de expansión.
Antes de la liberación, F.E.A.R. generó grandes cantidades de propaganda de los periodistas de videojuegos. Tras su lanzamiento, F.E.A.R. recibió elogios de la crítica, con Computer Gaming World se llama "...uno de los mejores del año para un solo jugador tiradores..." y PC Gamer considerándolo como el primer juego para canalizar de manera convincente la euforia de la cinética John Woo la violencia "en el formato FPS".
IGN afirma que "forja Monolith territorio nuevo shooter con algunos elementos verdaderamente extrañas, divertidas desafío, y la belleza. GameSpy elogió la trama del juego, más tarde, la concesión de su "mejor historia". The New York Times pensaba de otra manera, diciendo que "nunca fue muy claro sobre lo que estaba pasando en el juego. Yo sabía que mi meta a perseguir a un psíquico, escoltar a la hija de un ejecutivo de una empresa de fuera de peligro, pero no lo hice nunca importa quiénes eran esas personas ni entiendo sus motivos". El juego también ha recibido críticas por sus requisitos del sistema, que exigían un PC muy potente para su época.
La versión para Xbox 360 también ha recibido críticas positivas, casi tan favorable como la versión para PC. El modo multijugador y el modo de acción instantánea fueron elogiados por un mejor juego, pero el esquema de control se ve negativamente. Comentarios también han declarado que carecía de características de la prima, a pesar de la nueva misión incluida en el juego. GameSpot le dio el juego 8.6, mientras que IGN lo calificó 9.1. 
En PlayStation 3 la versión recibió críticas menos favorables que las otras dos versiones, pero todavía tenía comentarios positivos en general. Contenía la misión de bonificación exclusiva para la versión de Xbox 360, pero las principales quejas de las críticas negativas fueron descalificados los gráficos y los largos tiempos de carga. GameSpot ha dado a esta versión de un 7.1, lo que es el punto más bajo de la tercera parte de FEAR franquicia en GameSpot.

## Videojuegos de la serieF.E.A.R.
- 2005: F.E.A.R. First Encounter Assault Recon (juego original)
- 2006: F.E.A.R. Extraction Point (expansión oficial no canónica)
- 2007: F.E.A.R. Perseus Mandate (expansión oficial, canónica. En FEAR 2, se menciona el accidente del complejo de Perseo)
- 2009: F.E.A.R. 2: Project Origin (continuación canónica del juego original)
- 2009: F.E.A.R. 2: Reborn (expansión canónica oficial)
- 2011: F.E.A.R. 3 (secuela canónica final)